# Hamilton, Bermude

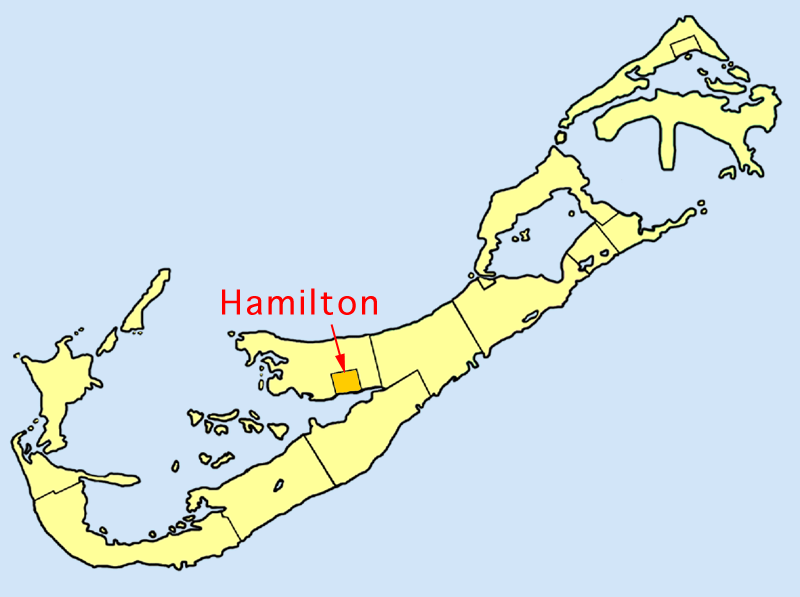
Harta Insulelor Bermuda indicând poziția capitalei, Hamilton

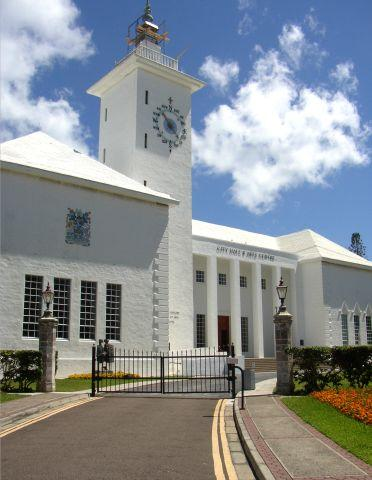
Primăria (City Hall) din Hamilton.

Hamilton este capitala arhipelagului Bermuda din Oceanul Atlantic, o dependență a Regatului Unit al Marii Britanii. Are o populație estimată a fi de maximum 1.500 de locuitori. Deși există și o parohie cu același nume, totuși orașul Hamilton face parte din parohia Pembroke. Ambele denumiri, ale orașului și ale parohiei, au fost date după Sir Henry Hamilton, guvernatorul Bermudelor între 1778 și 1794. 
În Hamilton se află instituțiile administrației Bermudelor, condusă de guvernatorul Sir John Vereker. Deși Hamilton este capitala Insulelor Bermuda are o populație stabilă de doar 969 locuitori, deși mulți o estimează a fi aproape dublă. Hamilton este singurul oraș încorporat din Bermuda, dar orașul istoric St. George, neîncorporat, are de fapt o populație mai numeroasă. 
Hamilton este un port liber. 

## Istorie

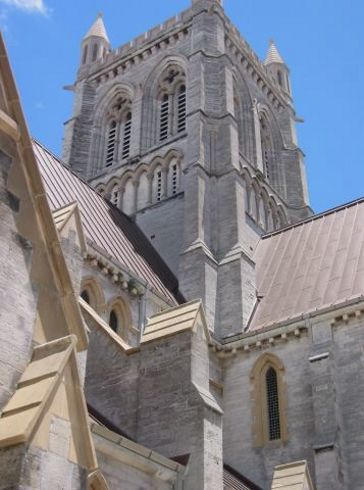
Catedrala din Hamilton

Istoria orașului Hamilton al Bermudelor începe în 1790 când guvernul Bermudei a desemnat 587.000 m 2 pentru a construi viitorul sediu al guvernului arhipelagului. Hamilton a fost oficial încorporat în 1793 printr-un act al Parlamentului britanic (conform originalului Act of Parliament). Capitala Coloniei a fost mutată în 1815 la Hamilton de la St. George. Localitatea Hamilton (The Town of Hamilton) a devenit un oraș (The City of Hamilton) odată cu ridicarea catedralei sale (Hamilton Cathedral) aparținând Bisericii Anglicane (conform originalului, Church of England) în 1897. Astăzi există în oraș și o catedrală catolică.

## Geopoziționare
Hărți și fotografii aeriene
- - Hărți de la Multimap ori GlobalGuide
  - Imagini aeriene de la TerraServer
  - Imagini satelit de la WikiMapia or Google Maps